# Койричак
Койричак (Коверчик) — чингизид, один из участников борьбы за власть на территории Золотой Орды в конце XIV — начале XV веков. Младший сын Урус-хана и отец Барак-хана.
Данные о жизни и деятельности Койричака малочисленны. После того как в 1378 году Тохтамыш разбил войска Синей Орды и казнил Тимур-Малика, часть эмиров и беков перешла на сторону нового хана, другая часть осталась верной потомкам Урус-хана. Некоторые из них (например Балтычак, отец Едигея) были схвачены и казнены, другим удалось уйти. Предположительно, противников Тохтамыша, ушедших на восток в пределы Моголистана и далее в Кашгар возглавил Койричак, который после смерти Тимур-Малика провозглашается ханом.
Из Кашгара Койричак со своим отрядом прибыл к правителю Мавараннахра эмиру Тимуру в надежде на его помощь вернуть трон Синей Орды. В свите Тимура Койричак находился до 1395 года. В 1391 году был участником похода Тамерлана на Золотую Орду через Кипчакские степи, о чем Тамерлан приказал оставить памятник у подножья гор Улытау. Итогом похода стал разгром ордынских воиск, и разграбление городов вдоль Волги. Во время второго похода Тимура против Тохтамыша войска чагатайцев (жителей Мавараннахра) дошли до Туратурской переправы (переправа Туратур, около современного Волгограда, у городища Мечётного), самого узкого междуречья Волги и Дона. Здесь Тимур отправил Койричака на левобережье Волги, а сам пошёл дальше на север.
Средневековый историограф Тимуридов Шараф ад-дин Язди сообщает, что Тимур дал находившемуся при нем Койричак-оглану отряд «узбекских» храбрецов, велел ему переправиться через Волгу и передал ему ханство в Золотой Орде. Власть Койричака не распространялась на Белую Орду. Подвластная ему территория была ограничена Сараем. Вскоре после ухода Тимура с территории Золотой Орды Койричак был свергнут и убит объединенными силами Тимур Кутлуга и Едигея. После смерти Койричак его сторонники во главе с сыном Бараком отступили вглубь Восточного Дешт-и-Кипчака.